# Dom van Bamberg
De dom van Bamberg (officiële naam "Bamberger Dom St. Peter und St. Georg") is een kerk in de stad Bamberg in de Duitse deelstaat Beieren. De bouw van kerk is voltooid in de 13e eeuw. De kathedraal staat onder het bestuur van de Rooms-Katholieke Kerk en is de zetel van de aartsbisschop van Bamberg.
Het basilicale kerkgebouw heeft vier torens: twee in het dubbeltorenfront en twee koortorens.

## Galerij

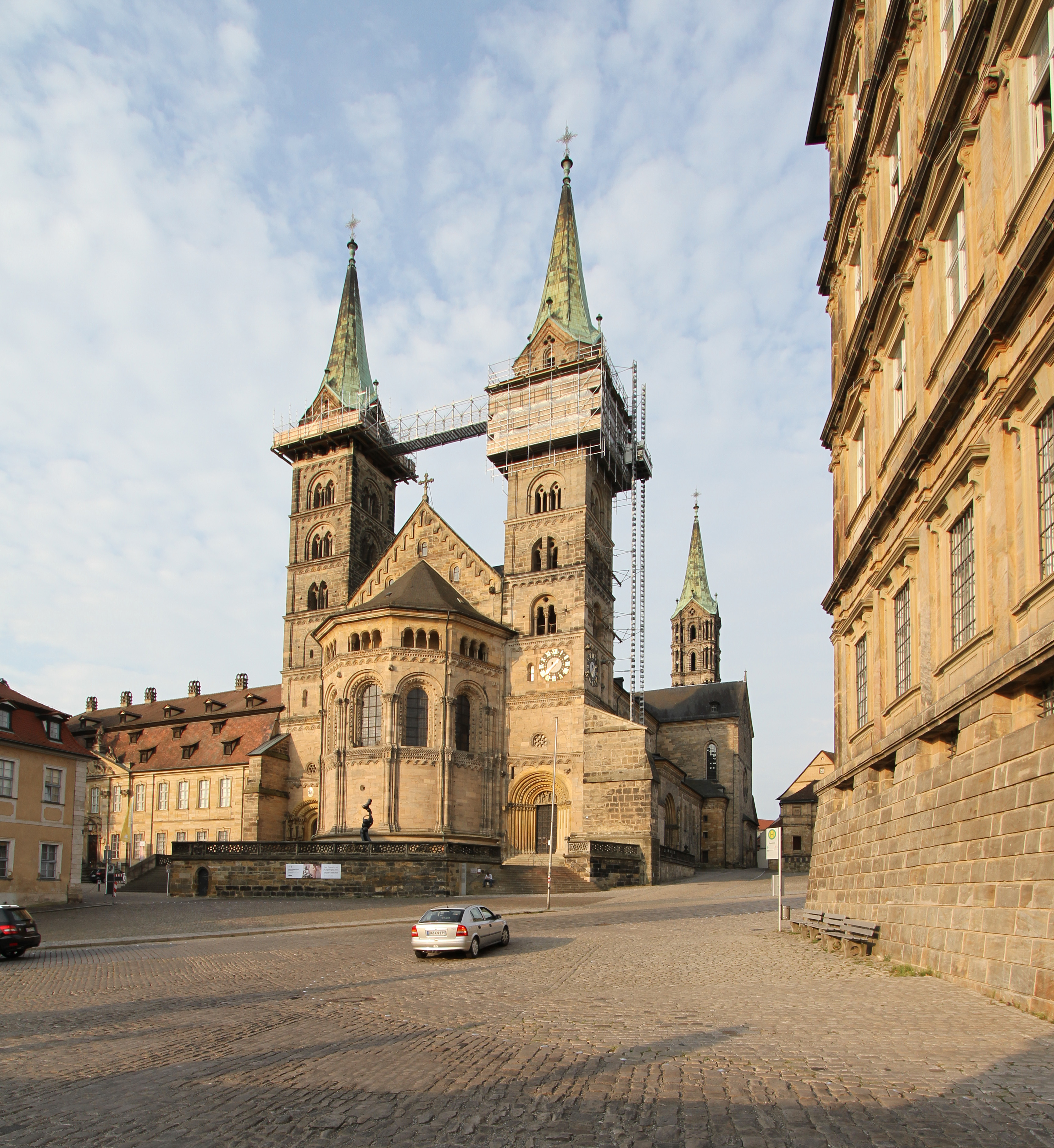
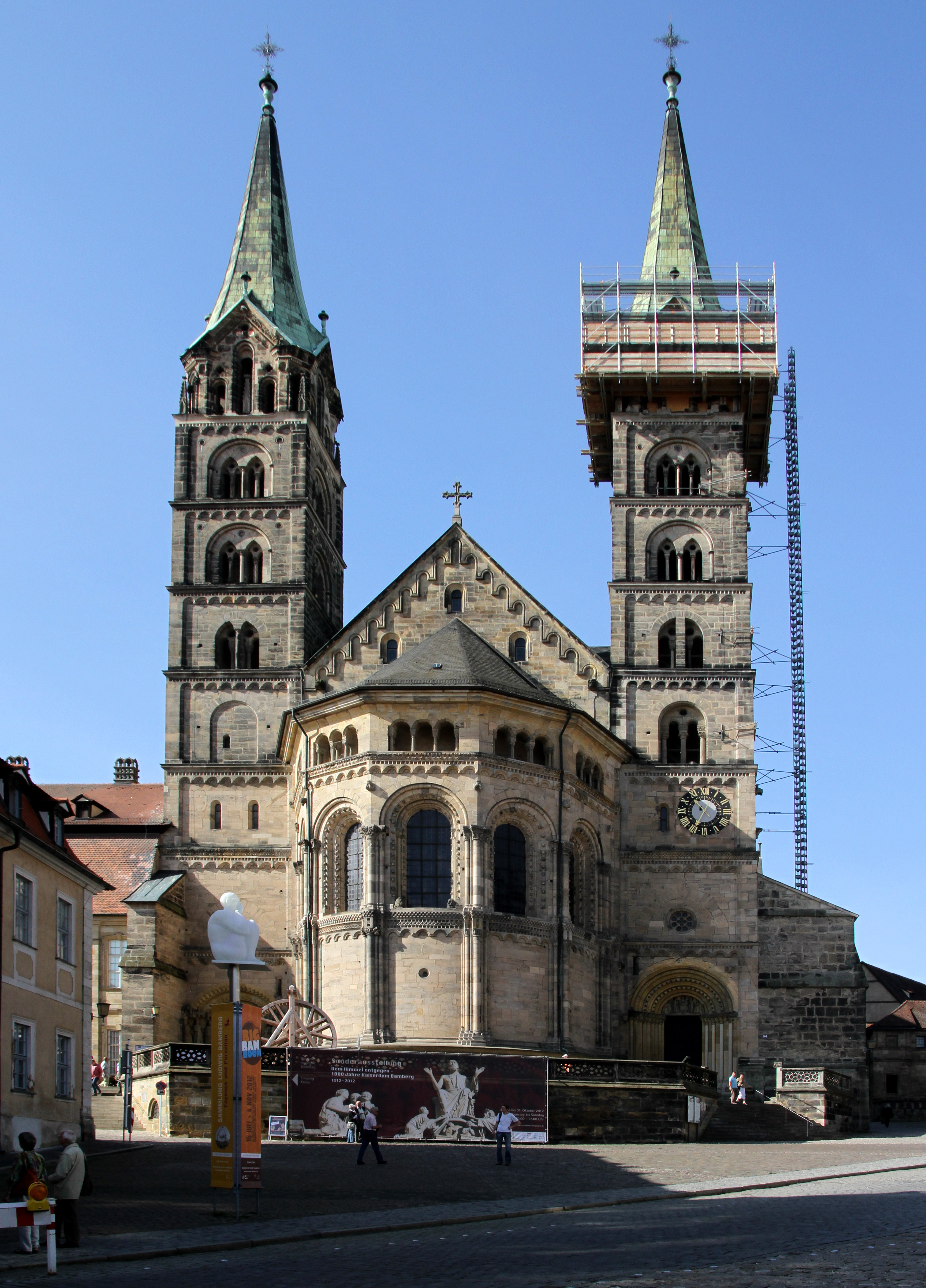
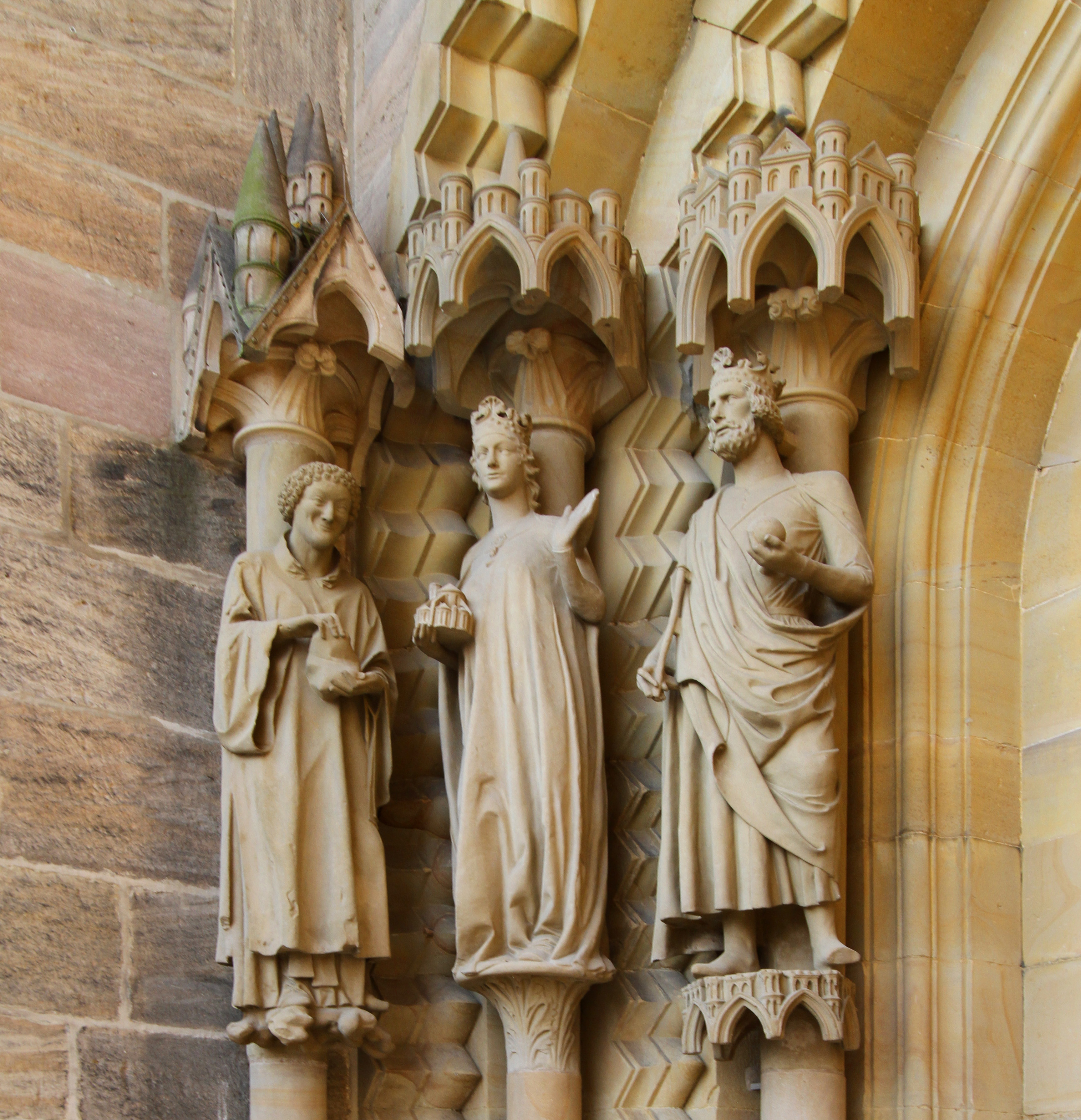
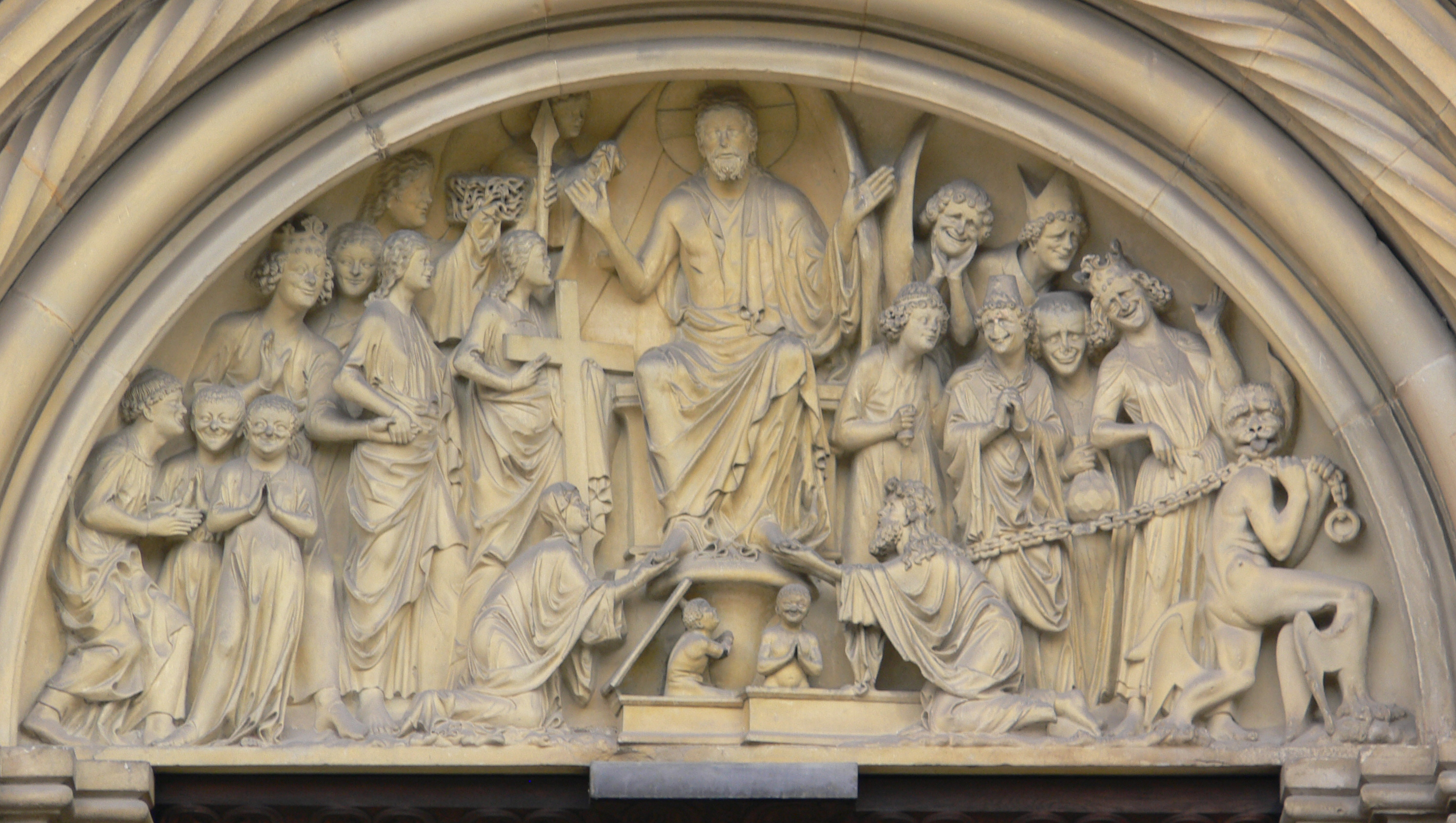
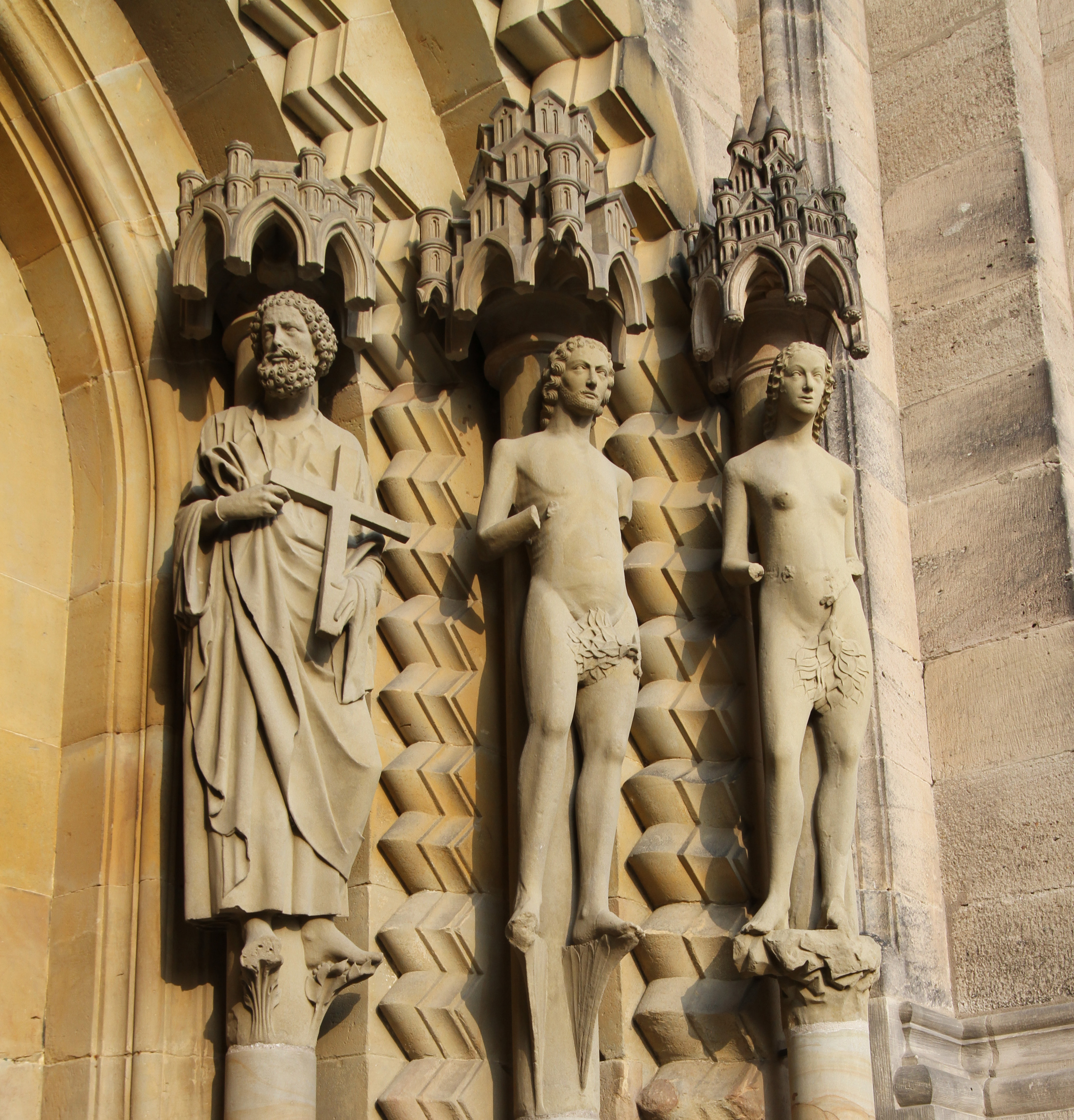
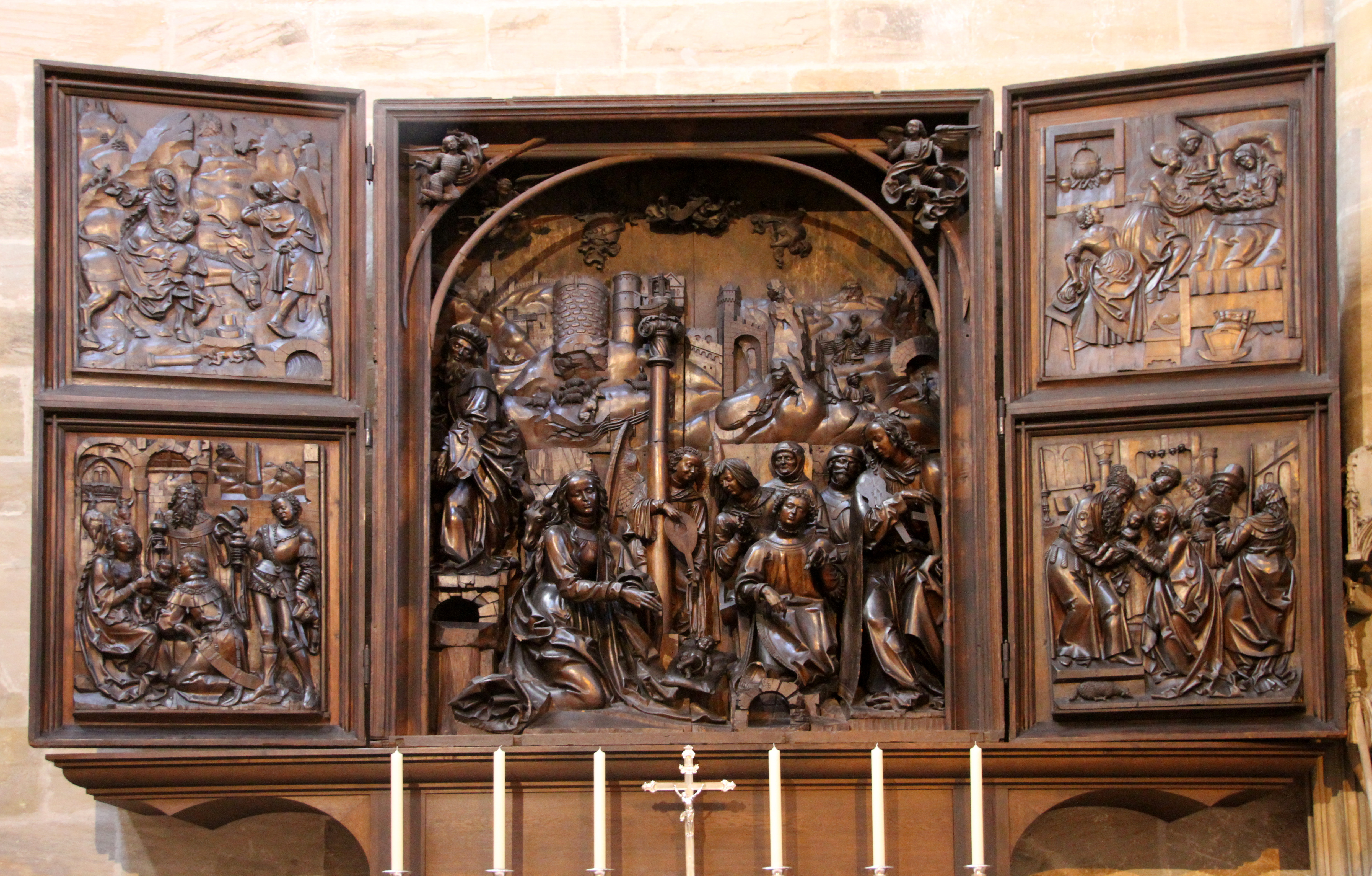
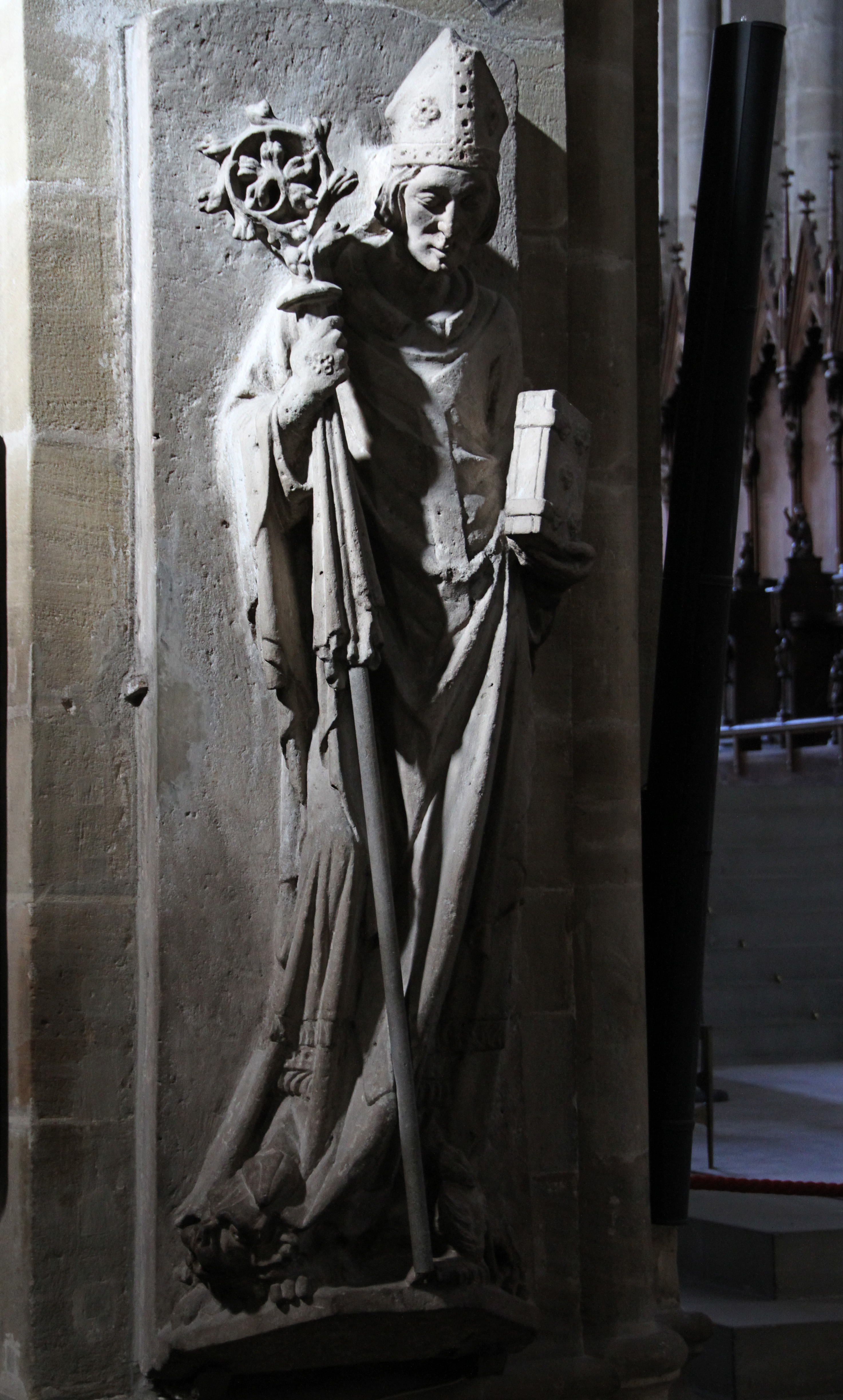
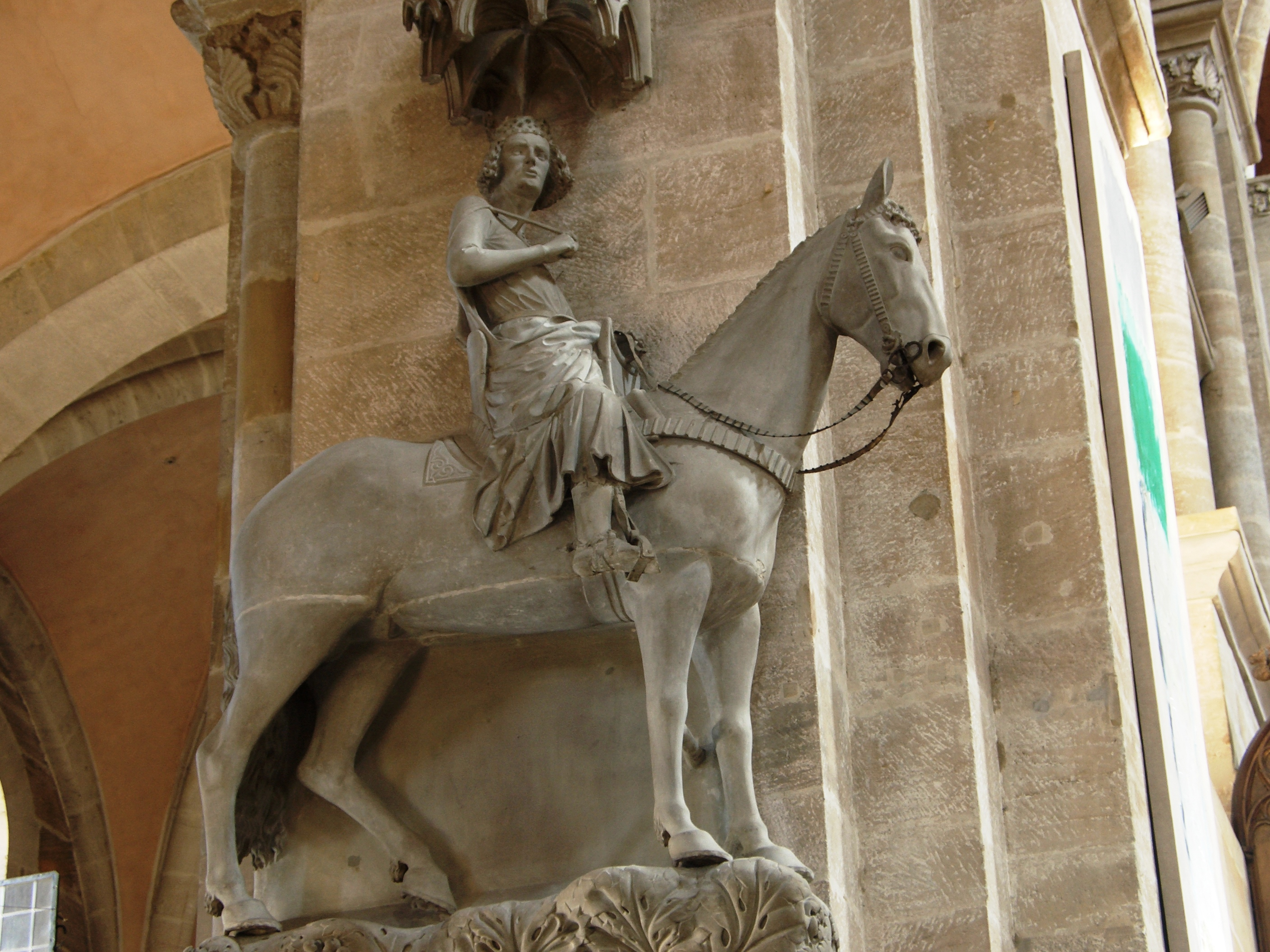
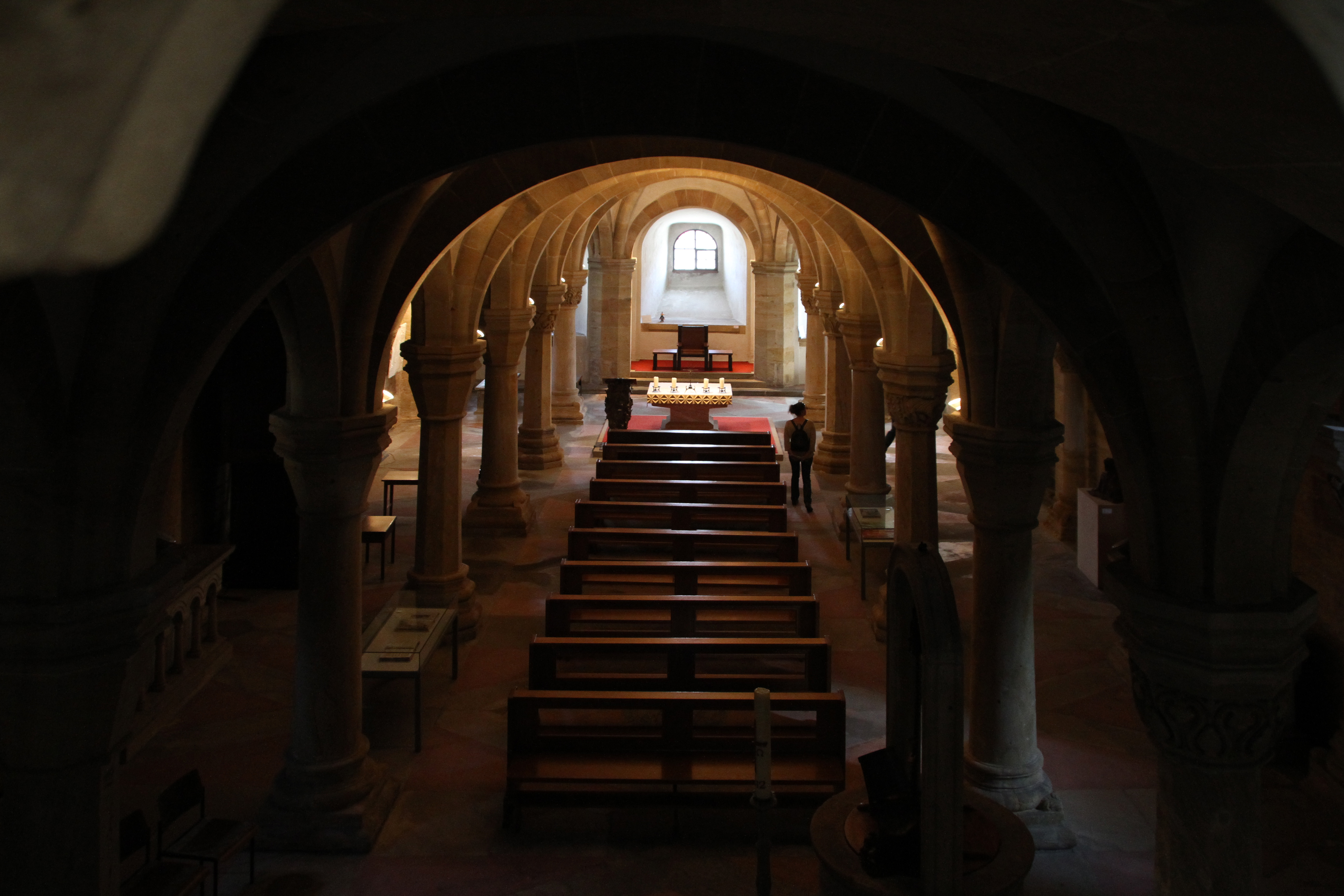